# 大崙溪
大崙溪位於台灣東南部，屬於卑南溪水系，為新武呂溪主流 (最長河道) 上游，也是卑南溪主流最上游。

## 流域分佈區域
流域分佈於台東縣海端鄉中部及西南部。主流發源於中央山脈標高3,293公尺的卑南主山東側，向東北東流經新溪頭、拔六頭，於新武橋匯集另一支流霧鹿溪後，改稱新武呂溪。